# هیساشی ۱۰۲۲۴
سیارک ۱۰۲۲۴ (به انگلیسی: 10224 Hisashi، نامگذاری:1997UK22) ده هزار و دویست و بیست و چهارمین سیارک کشف شده‌است که در ۲۶ اکتبر ۱۹۹۷ کشف شد.
قدر مطلق سیارک برابر ۲۰٫۴ است.